# Marcel Klinge

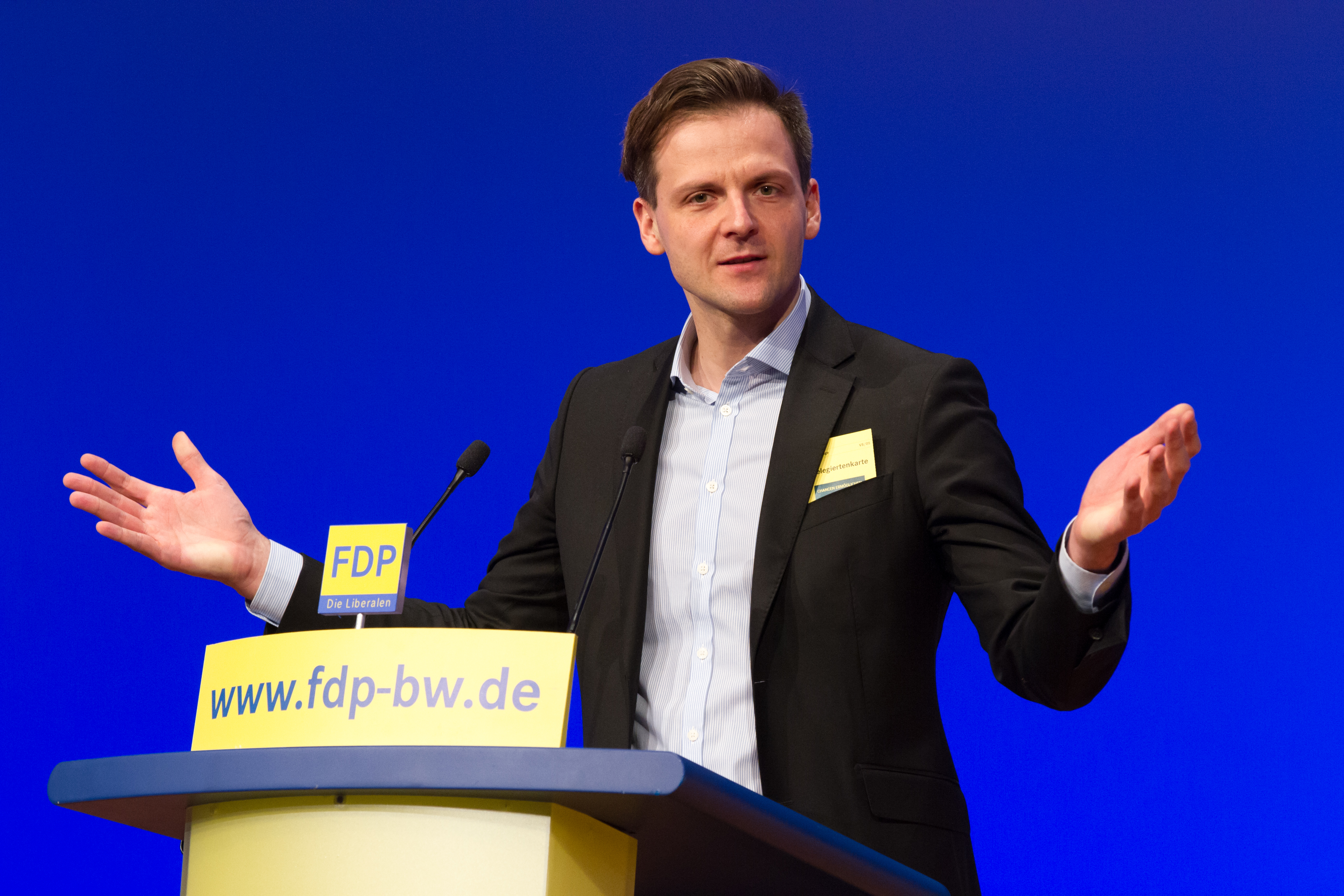
Klinge 2015 beim Landesparteitag der FDP Baden-Württemberg

Marcel Klinge (* 4. Dezember 1980 in Apolda) ist ein deutscher Politiker (FDP) und Sozialwissenschaftler. Von 2017 bis 2021 war er Mitglied des Deutschen Bundestages.

## Leben und Ausbildung
Klinge ist in Villingen-Schwenningen (Baden-Württemberg) aufgewachsen. Klinge ist evangelischer Konfession.
Im Jahr 2012 wurde Klinge zum Thema Islam und Integrationspolitik deutscher Bundesregierungen nach dem 11. September 2001 an der Humboldt-Universität zu Berlin promoviert. Dort studierte er von 2002 bis 2007 Politik und Soziologie.
Vor seiner Wahl in den 19. Deutschen Bundestag war Klinge Geschäftsführer der FDP-Bürgerschaftsfraktion Bremen. Bis 2015 arbeitete er als Pressesprecher des Verbands Die jungen Unternehmer. Zuvor war er freiberuflich als Berater für Presse- und Medienarbeit, als Referent im Deutschen Bundestag sowie als Journalist für den Südkurier und den Schwarzwälder Boten tätig. Seit Juni 2021 ist er Vorstandsvorsitzender der Denkfabrik Union der Wirtschaft.

## Politik
Klinge trat 1999 in die Jungen Liberalen (JuLis) und im Jahr 2001 in die FDP ein. Er ist seit 2014 Stadt- und Kreisrat in seiner Heimatstadt Villingen-Schwenningen.
Zur Bundestagswahl 2017 trat Klinge als FDP-Kandidat im Bundestagswahlkreis Schwarzwald-Baar an und zog über Platz 6 der Landesliste der FDP Baden-Württemberg in den 19. Deutschen Bundestag ein. Im 19. Deutschen Bundestag war Klinge ordentliches Mitglied im Ausschuss für Tourismus und im Ausschuss für Wirtschaft und Energie. Zudem gehörte er als stellvertretendes Mitglied dem Sportausschuss an.
Im Oktober 2020 kündigte Klinge an, bei der Bundestagswahl 2021 auf einen Landeslistenplatz zu verzichten und in Zukunft unternehmerisch tätig zu werden.

## Kritik
Marcel Klinge forderte laut einem Bericht des Weser Kuriers bei seinem Ausscheiden als Geschäftsführer der FDP-Bürgerschaftsfraktion Bremen eine ungewöhnlich hohe Abfindungssumme von 100.000 Euro als er aufgrund seiner Kandidatur für den Deutschen Bundestags ausschied. Nach Bekanntwerden des Sachverhalts und öffentlicher Kritik, verzichtete er jedoch auf eine Abfindung.
Klinge wird außerdem dem Vorwurf ausgesetzt, dass er sich aus seiner Abgeordnetentätigkeit heraus ein berufliches Standbein aufgebaut hat. Dies hat eine Recherche von Abgeordnetenwatch, ZEIT und ZDF Magazin Royale gezeigt. Klinge habe direkt nach seiner Abgeordnetentätigkeit, bei der er im Ausschuss für Tourismus tätig war, eine Lobbyorganisation gerade für diesen Sektor – Tourismus und Gastgewerbe – gegründet und ist deren Vorstandsvorsitzender.